# Novi Pazar
Novi Pazar er en by i det sydvestlige Serbien, med et indbyggertal (pr. 2002) på cirka 55.000. Byen ligger i distriktet Raška.

## Kendte personer fra byen
- Emina Jahović

43°09′N 20°32′Ø / 43.150°N 20.533°Ø
- Wikimedia Commons har flere filer relateret til Novi Pazar